# Municipio de Rice (Pensilvania)
El municipio de Rice  (en inglés: Rice Township) es un municipio ubicado en el condado de Luzerne en el estado estadounidense de Pensilvania. En el año 2000 tenía una población de 2.460 habitantes y una densidad poblacional de 85.7 personas por km².

## Geografía
El municipio de Rice se encuentra ubicado en las coordenadas 41°10′00″N 75°55′59″O / 41.16667, -75.93306.

## Demografía
Según la Oficina del Censo en 2000 los ingresos medios por hogar en la localidad eran de $52,888 y los ingresos medios por familia eran $60,302. Los hombres tenían unos ingresos medios de $40,256 frente a los $24,952 para las mujeres. La renta per cápita para la localidad era de $22,069. Alrededor del 2,4% de la población estaban por debajo del umbral de pobreza.